# The Thief (film 1910)
The Thief è un cortometraggio muto del 1910 diretto da Tom Ricketts e interpretato da Marshall Stedman e da Brinsley Shaw, qui al suo esordio cinematografico nei panni di un detective.

## Produzione
Il film fu prodotto dalla Essanay Film Manufacturing Company.

## Distribuzione
Distribuito dall'Essanay Film Manufacturing Company, il film - un cortometraggio di una bobina - uscì nelle sale cinematografiche USA il 20 luglio 1910. Venne recensito con il titolo The Hollow Cane.